# Rusaki
Rusaki [ruˈsaki] est un village polonais de la gmina de Mońki dans le powiat de Mońki et dans la voïvodie de Podlachie. Il se situe à environ 5 kilomètres au sud-est de Mońki et à 36 kilomètres au nord-ouest de Białystok. 